# Cenotafio de Hobart
El cenotafio de Hobart (en inglés: Hobart Cenotaph) (por lo general llamado 'el Cenotafio ", también conocido como "monumento de guerra de Hobart"), es el principal monumento militar conmemorativo del estado australiano de Tasmania. Se encuentra ubicado en la capital, la ciudad Hobart en un lugar destacado en Queens Domain, en una pequeña elevación que domina la ciudad y el río Derwent. El cenotafio se encuentra justo por encima de lo que fue la ubicación de la batería Queens.
El cenotafio es el centro de servicios de conmemoración del Día de Anzac al amanecer y media mañana, y es el destino de una procesión. El Hobart cenotafio es una reinterpretación art déco de un obelisco egipcio tradicional. El cenotafio fue originalmente construido para conmemorar a los muertos de guerra de Tasmania de la Primera Guerra Mundial, pero ha tenido adiciones posteriores hechas para todos los conflictos, desde entonces, en el que soldados de Tasmania han servido.